# Vorstendom Achaje
Het vorstendom Achaje (ook Achaja of Achea; Grieks: Achaïa; Latijn: Achaia of Achaea) was een van de drie vazalstaten van het Latijnse Keizerrijk die het Byzantijnse Rijk opvolgden na de inname van Constantinopel tijdens de Vierde Kruistocht. Het omvatte zowat het hele schiereiland van de Peloponnesos. Samen met het hertogdom Athene werd het een vazal van het koninkrijk Thessaloniki totdat Thessaloniki door het despotaat Epirus in 1224 werd ingenomen. Hierna werd Achaje een tijd lang de dominante macht in Griekenland en in het midden van de dertiende eeuw werd het hof van Andravida gezien als het voorbeeld van ridderlijkheid door de West-Europeanen.